# Harri Heliövaara
Harri Heliövaara (Helsinki, 4 juni 1989) is een Fins tennisser.

## Carrière
In 2007 nam hij deel aan het Australian Open voor junioren, samen met Graeme Dyce – zij wonnen de finale van Stephen Donald en Rupesh Roy. Heliövaara won zijn eerste challenger in 2011 in Tasjkent samen met Denys Moltsjanov. Zeven jaar lang behaalde hij geen overwinning meer op het challengerniveau. In 2018 won hij twee challengers samen met de Zwitser Henri Laaksonen. De volgende jaren won hij er nog verscheidene, geflankeerd door verschillende spelers. In 2021 won hij drie challengers met de Brit Lloyd Glasspool, en wist hij twee ATP-toernooien te winnen (een met Lloyd Glasspool en een met Matwé Middelkoop). 
In 2022 zette hij samen met Glasspool de doorbraak naar de top door. Samen wonnen ze een ATP-toernooi maar ze speelden ook zes andere finales die ze verloren. Hij bereikte ook op twee grandslamtoernooien de kwartfinale: Roland Garros en US Open.

## Erelijst
| Legenda               |
| --------------------- |
| Grand Slam            |
| Olympische Spelen     |
| ATP Finals            |
| ATP Tour Masters 1000 |
| ATP Tour 500          |
| ATP Tour 250          |

### Mannendubbelspel
| Nr.                  | Datum             | Toernooi         | Ondergrond    | Partner                | Tegenstander in finale                | Score             |         |
| -------------------- | ----------------- | ---------------- | ------------- | ---------------------- | ------------------------------------- | ----------------- | ------- |
| gewonnen finales     |                   |                  |               |                        |                                       |                   |         |
| 1.                   | 14 maart 2021     | ATP Marseille    | hardcourt (i) | Lloyd Glasspool        | Sander Arends David Pel               | 7-5, 7-6          | details |
| 2.                   | 24 oktober 2021   | ATP Moskou       | hardcourt (i) | Matwé Middelkoop       | Tomislav Brkić Nikola Čačić           | 7-5, 4-6, [11-9]  | details |
| 3.                   | 24 juli 2022      | ATP Hamburg      | gravel        | Lloyd Glasspool        | Rohan Bopanna Matwé Middelkoop        | 6-2, 6-4          | details |
| 4.                   | 7 januari 2023    | ATP Adelaide     | hardcourt     | Lloyd Glasspool        | Jamie Murray Michael Venus            | 6-3, 7-6(3)       | details |
| verloren finales     |                   |                  |               |                        |                                       |                   |         |
| 1.                   | 6 februari 2022   | ATP Montpellier  | hardcourt (i) | Lloyd Glasspool        | Pierre-Hugues Herbert Nicolas Mahut   | 6-4, 6-7, [10-12] | details |
| 2.                   | 13 februari 2022  | ATP Dallas       | hardcourt (i) | Lloyd Glasspool        | Marcelo Arévalo Jean-Julien Rojer     | 6-7, 4-6          | details |
| 3.                   | 19 juni 2022      | ATP Londen       | hardcourt (i) | Lloyd Glasspool        | Nikola Mektić Mate Pavić              | 6-3, 6-7, [6-10]  | details |
| 4.                   | 31 juli 2022      | ATP Umag         | gravel        | Lloyd Glasspool        | Simone Bolelli Fabio Fognini          | 7-5, 6-7, [7-10]  | details |
| 5.                   | 25 september 2022 | ATP Metz         | hardcourt (i) | Lloyd Glasspool        | Hugo Nys Jan Zieliński                | 6-7, 4-6          | details |
| 6.                   | 23 oktober 2022   | ATP Stockholm    | hardcourt (i) | Lloyd Glasspool        | Marcelo Arévalo Jean-Julien Rojer     | 3-6, 3-6          | details |
| 7.                   | 4 maart 2023      | ATP Dubai        | hardcourt     | Lloyd Glasspool        | Maxime Cressy Fabrice Martin          | 6-7(2), 4-6       | details |
| gewonnen challengers |                   |                  |               |                        |                                       |                   |         |
| 1.                   | 25 september 2011 | Tasjkent         | hardcourt     | Denys Moltsjanov       | Raven Klaasen John Paul Fruttero      | 7-6, 7-6          |         |
| 2.                   | 14 juli 2018      | Båstad           | gravel        | Henri Laaksonen        | Zdenek Kolar Gonçalo Oliveira         | 6-4, 6-3          |         |
| 3.                   | 4 november 2018   | Charlottesville  | hardcourt     | Henri Laaksonen        | Toshihide Matsui Frederik Nielsen     | 6-3, 6-4          |         |
| 4.                   | 21 juli 2019      | Amersfoort       | gravel        | Emil Ruusuvuori        | Jesper de Jong Ryan Nijboer           | 6-3, 6-4          |         |
| 5.                   | 6 oktober 2019    | Nur-Sultan       | hardcourt     | Illja Martsjenko       | Szymon Walków Karol Drzewiecki        | 6-4, 6-4          |         |
| 6.                   | 3 november 2019   | City of Playford | hardcourt     | Patrik Niklas-Salminen | Ruben Gonzales Evan King              | 6-4, 6-7, [10-7]  |         |
| 7.                   | 2 februari 2020   | Burnie           | hardcourt     | Sem Verbeek            | Luca Margaroli Andrea Vavassori       | 7-6, 7-6          |         |
| 8.                   | 4 oktober 2020    | Biella           | gravel        | Szymon Walków          | Lloyd Glasspool Alex Lawson           | 7-5, 6-3          |         |
| 9.                   | 15 november 2020  | Bratislava       | hardcourt     | Emil Ruusuvuori        | Lukas Klein Alex Molčan               | 6-4, 6-3          |         |
| 10.                  | 28 februari 2021  | Las Palmas       | gravel        | Lloyd Glasspool        | Kimmer Coppejans Sergio Martos Gornés | 7-5, 6-1          |         |
| 11.                  | 10 oktober 2021   | Barcelona        | gravel        | Roman Jebavý           | Nuno Borges Francisco Cabral          | 6-4, 6-3          |         |
| 12.                  | 14 november 2021  | Roanne           | hardcourt (i) | Lloyd Glasspool        | Romain Arneodo Albano Olivetti        | 7-6, 6-7, [12-10] |         |
| 13.                  | 28 november 2021  | Bari             | hardcourt     | Lloyd Glasspool        | Andrea Vavassori David Vega Hernández | 6-3, 6-0          |         |
| 14.                  | 20 mei 2023       | Bordeaux         | gravel        | Lloyd Glasspool        | Sadio Doumbia Fabien Reboul           | 6-4 6-2           |         |

### Gemengd dubbelspel
| Nr.              | Datum            | Toernooi | Ondergrond | Partner       | Tegenstanders in finale        | Score    |         |
| ---------------- | ---------------- | -------- | ---------- | ------------- | ------------------------------ | -------- | ------- |
| gewonnen finales |                  |          |            |               |                                |          |         |
| 1.               | 9 september 2023 | US Open  | hardcourt  | Anna Danilina | Jessica Pegula Austin Krajicek | 6-4, 6-3 | details |

## Resultaten grote toernooien
| Legenda | Legenda                          |
| ------- | -------------------------------- |
| g.t.    | geen toernooi gehouden           |
| l.c.    | lagere categorie                 |
| –       | niet deelgenomen                 |
| G       | uitgeschakeld in de groepsfase   |
| 1R      | uitgeschakeld in de eerste ronde |
| 2R      | uitgeschakeld in de tweede ronde |
| 3R      | uitgeschakeld in de derde ronde  |
| 4R      | uitgeschakeld in de vierde ronde |
| KF      | uitgeschakeld in de kwartfinale  |
| HF      | uitgeschakeld in de halve finale |
| F       | de finale verloren               |
| W       | het toernooi gewonnen            |
| w-v     | winst/verlies-balans             |

### Mannendubbelspel
| Grandslamtoernooien |    |    |    |    |    |
| Australian Open     | –  | 2R | 2R | 2R | W  |
| Roland Garros       | –  | KF | 3R | 4R | KF |
| Wimbledon           | 3R | 3R | –  | W  |    |
| US Open             | 1R | KF | 1R | 4R |    |
| Statistieken        |    |    |    |    |    |
| titels per jaar     | 2  | 1  | 1  | 1  | 1  |
| eindejaarsranking   | 64 | 11 | 29 | 16 |    |

### Gemengd dubbelspel
| Grandslamtoernooien |    |   |    |    |
| Australian Open     | –  | – | 1R | 2R |
| Roland Garros       | –  | – | –  | 2R |
| Wimbledon           | –  | – | 1R |    |
| US Open             | 1R | W | KF |    |